# Франсийон, Анри
Анри́ Франсийо́н (фр. Henri Françillon, родился 26 мая 1946 в Порт-о-Пренсе) — гаитянский футболист, вратарь национальной сборной Гаити, выступавший на чемпионате мира 1974 года.

## Карьера

### Клубная
О клубной карьере Франсийона известно очень мало: сезон 1973/1974 он провёл в составе «Виктори Спортиф», после чемпионата мира 1974 года перешёл в немецкий «Мюнхен 1860», где сыграл только пять встреч, после чего вернулся на Гаити в «Виктори Спортиф».

### В сборной
В сборной сыграл 26 встреч как в отборочных турнирах к чемпионатам мира, так и три матча на мировом первенстве 1974 года. Все три матча его команда провела в Мюнхене и все три встречи проиграла, а в матче с Польшей Анри и вовсе пропустил семь мячей.

## После карьеры игрока
Завершив карьеру игрока, вернулся на родину и занял место в Парламенте Гаити. В 1986 году вынужден был покинуть страну и уехать в США с женой и четырьмя детьми, осел во Флориде. После того, как на Флориду обрушился ураган «Эндрю», уехал в Бостон, где тренировал юношеские команды. В начале 2010 года ходили слухи, что он якобы умер ещё в 1999 году, которые не подтвердились. В настоящий момент проживает с семьёй на юго-востоке Бостона в Норвуде.